# Мельнична сільська рада
Ме́льнична сільська́ ра́да — адміністративно-територіальна одиниця та орган місцевого самоврядування в Білогірському районі Автономної Республіки Крим. Адміністративний центр — село Мельничне.

## Загальні відомості
- Населення ради: 1 282 особи (станом на 2001 рік)

## Населені пункти
Сільській раді підпорядковані населені пункти:
- с. Мельничне
- с. Ударне

## Склад ради
Рада складалася з 16 депутатів та голови.
- Голова ради: Светліщева Наталя Вікторівна

### Керівний склад попередніх скликань
| Прізвище, ім'я, по батькові | Основні відомості                                                             | Дата обрання | Дата звільнення |
| --------------------------- | ----------------------------------------------------------------------------- | ------------ | --------------- |
| Горнічар Раїса Вікторівна   | Сільський голова, 1960 року народження, член Партії регіонів                  | 26.03.2006   | 31.10.2010      |
| Меметов Сейран Ахметович    | Сільський голова, 1956 року народження, освіта середня загальна, безпартійний | 31.10.2010   | 12.09.2012      |
| Меметов Сейран Ахметович    | Сільський голова, 1956 року народження, освіта середня загальна, безпартійний | 31.10.2010   | 12.09.2012      |

Примітка: таблиця складена за даними сайту Верховної Ради України

### Депутати
За результатами місцевих виборів 2010 року депутатами ради стали:

#### За суб'єктами висування
| Суб'єкт висування | Кількість обраних депутатів | %  |
| ----------------- | --------------------------- | -- |
| Партія регіонів   | 8                           | 50 |
| Самовисування     | 8                           | 50 |

#### За округами
| № округу        | Прізвище, ім'я, по батькові    | Дата визнання обраним | Освіта             | Партійна приналежність | Відомості про обраного депутата                                                             |
| --------------- | ------------------------------ | --------------------- | ------------------ | ---------------------- | ------------------------------------------------------------------------------------------- |
| Партія регіонів |                                |                       |                    |                        |                                                                                             |
| 2               | Светліщева Наталя Вікторівна   | 04.11.2010            | вища               | член Партії регіонів   | Мельнична сільська рада, секретар                                                           |
| 3               | Гвоздік Валентина Анатоліївна  | 04.11.2010            | середня            | член Партії регіонів   | Мельничний сількомунгосп, бухгалтер                                                         |
| 5               | Репіна Марія Оксентіївна       | 04.11.2010            | середня            | член Партії регіонів   | Мельнична АОПСМ, молодша сестра                                                             |
| 7               | Антоненко Марина Володимирівна | 04.11.2010            | середня            | член Партії регіонів   | тимчасово не працює                                                                         |
| 8               | Дяченко Андрій Іванович        | 04.11.2010            | середня            | член Партії регіонів   | приватний підприємець                                                                       |
| 9               | Петрова Галина Павлівна        | 04.11.2010            | середня            | член Партії регіонів   | Мельничний дитячий садок, робітник                                                          |
| 12              | Ускутлю Санія Умарівна         | 04.11.2010            | середня спеціальна | член Партії регіонів   | Білоігрський центр соціального обслуговування пенсіонерів та інвалідів, соціальний робітник |
| 14              | Гвоздова Ольга Василівна       | 04.11.2010            | середня            | член Партії регіонів   | тимчасово не працює                                                                         |
| Самовисування   |                                |                       |                    |                        |                                                                                             |
| 1               | Амедов Асан                    | 04.11.2010            | середня            | позапартійний          | тимчасово не працює                                                                         |
| 4               | Хайбуллаєв Айдер Ізетович      | 04.11.2010            | середня            | позапартійний          | приватний підприємець                                                                       |
| 6               | Баламут Ірина Петрівна         | 05.12.2011            | середня            | член Партії регіонів   | тимчасово не працює                                                                         |
| 10              | Смедляєва Емінє Серанівна      | 04.11.2010            | вища               | позапартійна           | ПСП «За Мир», юрист                                                                         |
| 11              | Усеїнов Мансур Сеіт-Асанович   | 04.11.2010            | середня            | позапартійний          | тимчасово не працює                                                                         |
| 13              | Барсуков Олександр Миколайович | 04.11.2010            | середня            | член Партії регіонів   | приватний підприємець                                                                       |
| 15              | Мамутов Сулейман Рустемович    | 04.11.2010            | середня            | позапартійний          | ДП «Агентство з ідентифікації і реєстрації тварин», ветеринар                               |
| 16              | Аппазов Наріман Енверович      | 04.11.2010            | вища               | позапартійний          | тимчасово не працює                                                                         |